# M.Khanapur, Ramdurg
M.Khanapur là một làng thuộc tehsil Ramdurg, huyện Belgaum, bang Karnataka, Ấn Độ.